# Harber (Hohenhameln)
Harber ist ein Ortsteil der Gemeinde Hohenhameln im Landkreis Peine in Niedersachsen. Er liegt im Nordwesten des Gemeindegebiets an der Straße nach Haimar. Heute zählt das Dorf 421 Einwohner (Stand Dezember 2023).

## Geschichte
Die älteste erhaltene Urkunde, die Harber erwähnt, stammt aus dem Jahr 1220.

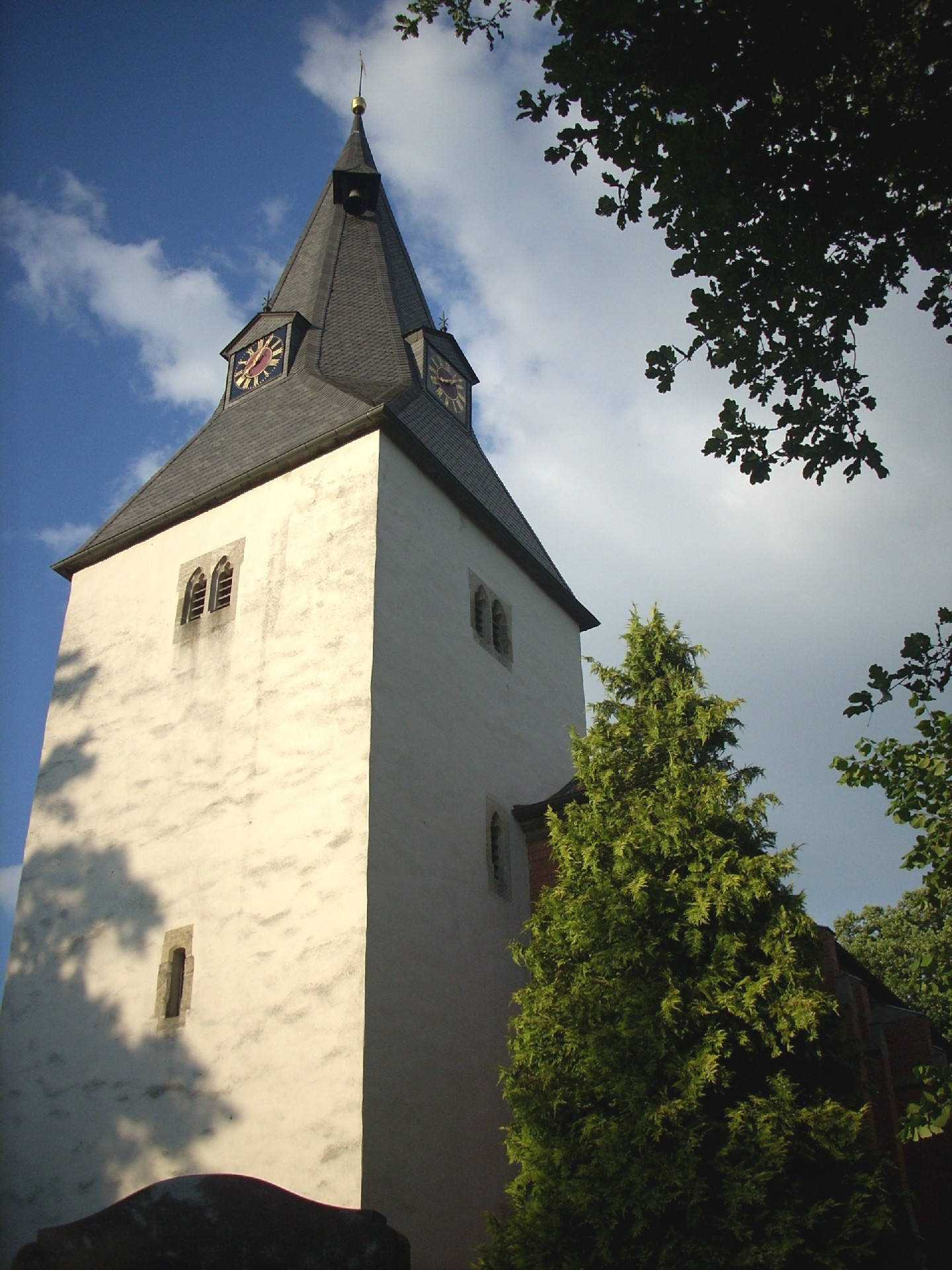
Evangelische Kirche

Die evangelische St.-Katharinen-Kirche hat einen mächtigen romanischen Turm. Das Kirchenschiff wurde im 19. Jahrhundert in neugotischen Formen neu erbaut. Die Kirchengemeinde gehört zum Kirchenkreis Peine.
Harber wurde am 1. März 1974 in die Gemeinde Hohenhameln eingegliedert. Zuvor gehörte der Ort zum Landkreis Burgdorf.

### Ortsname
Alte Bezeichnungen des Ortes sind im 8./9. Jahrhundert (12. Jahrhundert) Heriborea, (1174–1195) (12./13. Jahrhundert) Harber, nach 1212 de Harberhe, 1220 Luhtbertus de hertbere, 1236 Lutbertus de Hertbere, 1239 (A.) Hertzbere und um 1241 Herbere.
Im Grundwort liegt der Begriff -ber vorliegt. Die Ortsnamen des Kreises Peine und andere niedersächsische Ortsnamen (Böbber, Schwöbber, Haimar, Velber, Schwülper u. a. m.) zeigen, dass sich dahinter ein nur noch im Altenglischen bezeugtes Wort bearo „Wald, Hain“ verbirgt. Im ersten Teil wahrscheinlich deutsch „Hart Bergwald, bewaldeter Berg“, steckt auch in der Haardthöhe und im Harz. Harber bei Soltau vielleicht am ehesten aus „Hart-ber Bergwald“; sehr unsicher, da die Überlieferung des Namens viel zu wünschen übrig lässt.

## Politik

### Ortsrat
Der Ortsrat, der Harber vertritt, setzt sich aus fünf Mitgliedern zusammen. Die Ratsmitglieder werden durch eine Kommunalwahl für jeweils fünf Jahre gewählt.
Bei der Kommunalwahl 2021 ergab sich folgende Sitzverteilung:
| Ortsrat 2021Insgesamt 5 Sitze - SPD: 2 - CDU: 3 |

### Wappen
Blasonierung: In rotem Schildhaupt der blaubewehrte goldene Löwe der „Freien“, darunter im blauen Feld ein zehnendiges silbernes Hirschgeweih, begleitet von zwölf goldenen Kugeln (Entwurf: Carl Wenzel). Verliehen durch den Oberpräsidenten der Provinz Hannover am 22. August 1932.
Die untere Hälfte stellt einen Bezug zu den Grafen von Dassel her, die im Mittelalter in dieser Gegend über Streubesitz verfügten. Die obere Hälfte verweist auf Das Große Freie, dem Harber angehört.

## Persönlichkeiten
- Johann Wilhelm Hanne (1813–1889), protestantischer Theologe
- Otto Wilke (1867–1947), Landtechniker und Erfinder der Rübenvollerntemaschine